# Herbert Zipper
Herbert Julius Zipper (* 27. April 1904 in Wien; † 21. April 1997 in Santa Monica) war ein österreichisch-amerikanischer Komponist, Dirigent und Musikpädagoge.

## Leben
Herbert Zipper war Sohn eines erfolgreichen Ingenieurs und Erfinders, dessen Familie in intellektuellen Kreisen verkehrte.
Herbert Zipper studierte von 1923 bis 1928 an der Universität für Musik und darstellende Kunst Wien bei Joseph Marx Musik und erhielt eine Dirigentenausbildung. Im Anschluss dirigierte er die Wiener Madrigalvereinigung. Von 1930 bis 1933 war Zipper Dirigent und Dozent für Musiktheorie und Komposition in Düsseldorf. Nach der „Machtergreifung“ der Nazis ging Zipper zurück nach Wien und gründete das Wiener Konzertorchester.
1938 wurde Zipper aufgrund seiner jüdischen Abstammung verhaftet und im KZ Dachau inhaftiert, wo er der Gründer des Häftlingsorchesters war. Zusammen mit dem Textdichter Jura Soyfer war er der Schöpfer des Dachauliedes. 1939 wurde Zipper in das KZ Buchenwald verlegt und kam im selben Jahr durch Zahlung eines Lösegeldes und aufgrund eines Visums für Guatemala frei.
Zipper flüchtete auf die Philippinen und gründete dort das Manila Symphony Orchestra, dem er zeitlebens freundschaftlich verbunden blieb. Nach der Besetzung der Philippinen durch Japan wurde Zipper kurzzeitig verhaftet. Nach seiner Freilassung war er im Untergrund tätig und betrieb nachrichtendienstliche Tätigkeit für die USA.
1946 übersiedelte Zipper mit Trude Dubsky in die USA und übernahm in New York City an der New School for Social Research einen Lehrauftrag für Geschichte der Musik und Formenlehre. Er gründete das Brooklyn Symphony Orchestra. 1952 zog Zipper nach Chicago um und widmete sich der Musikpädagogik, indem er eine Musikschule für Kinder gründete. Ab 1965 war er Projektleiter für verschiedene musikpädagogische Programme auf den Philippinen, in Südkorea, in Taiwan und in Thailand. 1972 zog Zipper nach Kalifornien und übernahm einen Lehrauftrag an der University of Southern California. In den 1980er Jahren war er vielfach als Gastdirigent in China tätig.
Zipper verstarb am 21. April 1997 in Santa Monica. Die Herbert Zipper Concert Hall auf dem Campus der Colburn School gegenüber der Disney Hall erinnert heute an diesen Musikpionier.